# Johannes (Gardar)
Johannes war Bischof von Orkney, dann Titularbischof von Gardar. Er wirkte als Weihbischof im Bistum Cammin. 
Johannes war Pfarrer in Penclarie im Bistum Orkney. Er wurde im Jahre 1384 mit dem Bistum Orkney providiert und 1389 durch Papst Bonifatius IX. zum Bischof von Orkney ernannt. 1394 wurde er stattdessen Titularbischof von Gardar auf Grönland.
Bischof Johannes wirkte als Weihbischof im Bistum Cammin: 1389 erteilte er ein Ablassprivileg für die kleine Marienkapelle beim Chor der Kolberger Kollegiatkirche. 1395 verlieh er ein Ablassprivileg für die Pfarrkirche in Güstrow. 1397 verlieh er als Vicarius in Pontificalibus des Camminer Diözesanbischofs Johann von Oppeln ein Ablassprivileg für die abgebrannte Pfarrkirche in Malchin. 1407 weihte er Chor und Hochaltar der Pfarrkirche in Königsberg Nm.; hierbei trat er als Generalvikar des Camminer Diözesanbischofs Nikolaus von Schippenbeil auf.